# Gobo I
 (février 2018).
Si vous disposez d'ouvrages ou d'articles de référence ou si vous connaissez des sites web de qualité traitant du thème abordé ici, merci de compléter l'article en donnant les références utiles à sa vérifiabilité et en les liant à la section « Notes et références ».
Gobo I est un village de la région de l'Extrême Nord Cameroun, département du Mayo-Danay et arrondissement de Gobo. 
Ce village est limité au nord par le village Tikem, à l’Est par Ouro Bouna, au Sud par Tikem et à l’Ouest par Kaygué. Il fait partie du canton de Bougoudoum, l'un des deux cantons de l'arrondissement de Gobo.

## Démographie
Gobo 1 a une population estimée à 2 025 habitants dont 1 000 hommes (49 %) et 1 025 femmes (51 %) lors du dernier recensement de 2005. La population de Dongo représente 3,1 % de la population de la commune de Gobo.

## Santé
Gobo 1 ne possède aucun établissement de santé.

## Éducation
En 2017, Gobo 1 compte une école primaire construite par les populations locales. Cette école accueille 186 élèves.